# German Studies Association
Die German Studies Association (GSA) ist eine interdisziplinäre Vereinigung von Wissenschaftlern, die sich – kulturwissenschaftlich ausgerichtet – mit germanistischen und historischen Themen mit Bezügen zu Deutschland, Österreich und der Schweiz beschäftigt.

## Geschichte
Auch durch das Engagement der American Association of Teachers of German wurde in den USA mit den German Studies ein interdisziplinärer Ansatz verfolgt. Die Vereinigung wurde schließlich 1976 durch den Historiker Gerald R. Kleinfeld an der Arizona State University als Western Association for German Studies (WAGS) begründet und 1984 nach der gesamtamerikanischen Erweiterung an der University of Wisconsin–Madison in German Studies Association umbenannt. Die GSA richtet jährlich in den USA Konferenzen aus, die zu einem wichtigen Forum des Austausches zwischen Deutschland und den Vereinigten Staaten wurden. Der Vereinigung gehören heute vor allem Historiker und Germanisten, aber auch Politikwissenschaftler an, insgesamt zählt sie ca. 1.500 Mitglieder.
Seit 1978 hat sie mit der von ihr herausgegebenen wissenschaftlichen Zeitschrift German Studies Review (GerSR), verlegt von der Johns Hopkins University Press, ein offizielles Organ. Darüber hinaus veröffentlicht sie seit 2006 einen Newsletter.
Die German Studies Association ist Mitglied des American Council of Learned Societies. Seit 2009 sind die Asian German Studies Bestandteil der Tagungen.

## Organisation
Folgende Personen des Executive Boards bekleiden derzeit Ämter:
- Präsident: Mary Lindemann (Louisiana State University)
- Vizepräsident: Johannes von Moltke (Dartmouth College)
- Schatzmeister: Gerald A. Fetz (University of Montana)
- Geschäftsführer: David E. Barclay (Kalamazoo College)

Obige Personen sowie der vormalige Präsident und der Editor der German Studies Review bilden den Executive Council.

## Komitees
GSA hat nachfolgende Komitees eingerichtet:
- Archives Committee
- Berlin Program Selection Committee
- Interdisciplinary Committee
- Investment Committee
- Nominating Committee
- Prize Committees:

- DAAD Book Prize Committee
- DAAD Article Prize Committee
- Graduate Student Essay Prize Committee
- Sybil Halpern Milton Book Prize Committee

- Program Committee

Zudem existieren zwei Editorial Boards, für Zeitschrift und Buchreihe (Spektrum, verlegt von Berghahn Books).

## Förderungen
Die GSA ist Partner des Berlin Program for Advanced German and European Studies, vergibt Reisestipendien und folgende Preise:
- DAAD Book Prize of GSA

- 2013: David Ciarlo für Advertising Empire: Race and Visual Culture in Imperial Germany
- 2014: Marco Abel für The Counter-Cinema of the Berlin School

- DAAD Article Prize  of GSA

- 2012: Edward Dickinson für Altitude and Whiteness: Germanizing the Alps and Alpinizing the Germans, 1875–1935
- 2013: Ari Joskowicz für Heinrich Heine's Transparent Masks: Denominational Politics and the Poetics of Emancipation in Nineteenth Century Germany and France
- 2014: Kira Thurman für Black Venus, White Bayreuth: Race, Sexuality, and the Depoliticization of Wagner in Postwar West Germany

- GSA Prize for the Best Essay in German Studies by a Graduate Student

- 2012: Ari Linden für Beyond Repetition: Karl Kraus’s ‘Absolute Satire’
- 2013: Carl Gelderloos für Simply Reproducing Reality: Brecht, Benjamin, and Renger Patzsch on Photography
- 2014: Amanda Randall für Austrian Trümmerfilm: What a Genre’s Absence Reveals about National Postwar Cinema and Film Studies

- Sybil Halpern Milton Memorial Book Prize

- 2011: Jeffrey Herf für Nazi Propaganda for the Arab World
- 2012: Laura Jockusch für Jewish Holocaust Documentation in Early Postwar Europe / Jan Tomasz Gross und Irena Grudzinska Gross für Golden Harvest: Events at the Periphery of the Holocaust

## Veröffentlichungen
Veröffentlichungen aus der Reihe Modern German Studies:
- Vol. 1: David P. Conradt, Gerald R. Kleinfeld, George K. Romoser, Christian Søe (Hrsg.): Germany's New Politics. Parties and Issues in the 1990s. Berghahn Books, Providence u. a. 1995, ISBN 1-57181-033-1.
- Vol. 2: Konrad H. Jarausch, Volker Grasnow (Hrsg.): After Unity. Reconfiguring German Identities. Berghahn Books, Providence u. a. 1997, ISBN 1-57181-041-2.
- Vol. 3: Keith Bullivant (Hrsg.): Beyond 1989. Re-reading German literature since 1945. Berghahn Books, Providence u. a. 1997, ISBN 1-57181-038-2.
- Vol. 4: Patricia Herminghouse, Magda Mueller (Hrsg.): Gender and Germanness. Cultural Productions of Nation. Berghahn Books, Providence u. a. 1997, ISBN 1-57181-112-5.
- Vol. 5: David P. Conradt, Gerald R. Kleinfeld, Christian Søe (Hrsg.): Power Shift in Germany. The 1998 Election and the End of the Kohl Era. Berghahn Books, New York u. a. 2000, ISBN 1-57181-200-8.
- Vol. 6: Nancy A. Lauckner, Miriam Jokiniemi (Hrsg.): Shedding Light on the Darkness. A Guide to Teaching the Holocaust. Berghahn Books, New York u. a. 2000, ISBN 1-57181-208-3.

Veröffentlichungen aus der Reihe Spektrum:
- Vol. 1: Jason Philip Coy, Benjamin Marschke, David Warren Sabean (Hrsg.): The Holy Roman Empire, Reconsidered. Berghan Books, New York u. a. 2010, ISBN  978-1-84545-759-4.
- Vol. 2: Kathleen Canning, Kerstin Barndt, Kristin McGuire (Hrsg.): Weimar Publics/Weimar Subjects. Rethinking the Political Culture of Germany in the 1920s. Berghahn Books, New York u. a. 2010, ISBN 978-1-84545-689-4.
- Vol. 3: David M. Luebke, Jared Poley, Daniel C. Ryan, David Warren Sabean (Hrsg.): Conversion and the Politics of Religion in Early Modern Germany. Berghahn Books, New York u. a. 2012, ISBN 978-0-85745-375-4.
- Vol. 4: Marc Silberman, Karen E. Till, Janet Ward (Hrsg.): Walls, Borders, Boundaries. Spatial and Cultural Practices in Europe. Berghahn Books, New York u. a. 2012, ISBN 978-0-85745-504-8.
- Vol. 5: Scott Spector, Helmut Puff, Dagmar Herzog (Hrsg.): After The History of Sexuality. German Genealogies with and Beyond Foucault. Berghahn Books, New York u. a. 2012, ISBN 978-0-85745-937-4.
- Vol. 6: Mary Fulbrook, Andrew I. Port (Hrsg.): Becoming East German. Socialist Structures and Sensibilities after Hitler. Berghahn Books, New York u. a. 2013, ISBN 978-0-85745-974-9.
- Vol. 7: Qinna Shen, Martin Rosenstock (Hrsg.): Beyond Alterity. German Encounters with Modern East Asia. Berghahn Books, New York u. a. 2014, ISBN 978-1-78238-360-4.
- Vol. 8: David M. Luebke, Mary Lindemann (Hrsg.): Mixed Matches. Trangressive Unions in Germany from the Reformation to the Enlightenment. Berghahn Books, New York u. a. 2014, ISBN 978-1-78238-409-0.
- Vol. 9: Jason Coy, Benjamin Marschke, Jared Poley, Claudia Verhoeven (Hrsg.): Kinship, Community, and Self. Essays in Honor of David Warren Sabean. Berghahn Books, New York u. a. 2014, ISBN 978-1-78238-419-9.